# The Style Council
Gli Style Council furono un gruppo musicale britannico fondato a Woking dagli inglesi Paul Weller (voce, chitarra) e Mick Talbot (piano, tastiere).
Nato nel 1983 come fusione delle passate esperienze dei due fondatori (The Jam per Weller, Merton Parkas, e Dexys Midnight Runners per Talbot), allineava come membri anche la cantante Dee C. Lee, già corista degli Wham! e in seguito moglie di Weller, e il batterista Steve White, anche se fu aperto ad altre collaborazioni quali, per esempio, delle vocalist Tracie Young e Tracey Thorn.
Nonostante il successo di cui godette nei Paesi anglosassoni, soprattutto in Australia e Nuova Zelanda oltre al nativo Regno Unito, e il lavoro di ricerca su nuovi stili musicali, il gruppo non sopravvisse agli anni ottanta e, complice anche il fatto che alcuni membri si erano già impegnati in progetti acid jazz distaccandosi dai suoni raffinati delle origini, nel 1989 si sciolse definitivamente, secondo Weller in ritardo di due o tre anni rispetto alla naturale fine artistica del gruppo.

## Storia
Gli Style Council debuttano, nel 1983, con il mini-LP intitolato Introducing The Style Council, contenente anche i singoli Speak Like a Child, Long Hot Summer e Money-Go-Round. Il primo album vero e proprio del gruppo, Café Bleu, verrà pubblicato nel 1984, riscuotendo subito un buon successo di pubblico e di critica. Il brano più famoso del disco è senza dubbio il singolo You're the Best Thing. Meglio ancora farà il 33 giri successivo, Our Favourite Shop del 1985, balzato al Numero 1 della classifica britannica, trainato da alcuni 45 giri di grande successo, tra cui The Lodgers, Walls Come Tumbling Down! e Shout to the Top! (quest'ultimo, uscito nello stesso periodo promozionale del long playing, che inizialmente non lo comprendeva, verrà poi aggiunto nella relativa edizione in CD del 33).
Nel 1986 gli Style Council realizzano un album dal vivo, Home and Abroad, cimentandosi anche come attori, nel cortometraggio JerUSAlem. A questo punto, il gruppo è diventato un quartetto in pianta stabile, composto anche, oltre che da Weller e Talbot, dalla cantante Dee C. Lee (in séguito moglie di Paul) e dal giovanissimo batterista Steve White. All'inizio del 1987, esce il terzo LP, The Cost of Loving, il quale, pur riuscendo a raggiungere il Numero 2 nella madrepatria, susciterà numerose critiche, per la svolta della band verso sonorità più black e soul (elementi che, in misura variabile, sono di fatto sempre stati ben presenti nella musica di Paul Weller, fin dai suoi ultimi anni come leader dei Jam - gli Style Council, invece, sotto certi aspetti, possono anche essere considerati come antesignani del brit-pop).
Nel 1988 esce Confessions of a Pop Group, a cui White collabora solo saltuariamente. Nel 1989, gli Style Council abbracciano il nascente genere della house music, iniziando a registrare nuovo materiale con quelle sonorità. Il primo frutto di questo lavoro, la cover di Promised Land di Joe Smooth, viene pubblicato come singolo, nel 1989, e successivamente inserito nella prima raccolta della band, The Singular Adventures of The Style Council, pubblicata in quello stesso anno, contenente anche Wanted e A Solid Bond in Your Heart, fino ad allora mai apparsi su nessun LP.
Prima della fine del 1989, il gruppo presenta alla propria etichetta storica, la Polydor, il potenziale quinto lavoro di studio, un prodotto interamente house, intitolato Modernism: A New Decade. Tuttavia, la casa discografica rigetta l'album in toto, decretando di lì a poco la fine stessa degli Style Council. In séguito, usciranno soltanto varie raccolte di successi, compilation di inediti e lati B, nonché registrazioni inedite di concerti dal vivo, oltre a un quadruplo cofanetto, contenente, tra l'altro, l'intero album house, rimasto fino ad allora in un cassetto (e ripubblicato in séguito anche singolarmente, nel 1998).
Dopo lo scioglimento della band, Mick Talbot e Steve White pubblicano due album, accreditati al duo "Talbot/White": United States of Mind del 1995 e Off the Beaten Track del 1996. Successivamente, Mick e Steve formeranno un altro gruppo, "The Players", con Damon Minchella e Aziz Ibrahim. Nel frattempo, Weller (ormai sposato con la Lee, che continuerà, più o meno costantemente, a collaborare con lui), dopo una breve esperienza con una formazione provvisoria, denominata "Paul Weller Movement" (più gruppo fittizio o one man band che vero e proprio act indipendente), ha iniziato una florida carriera solista. Paul riconfermerà soltanto Paul Halfon, già curatore della parte grafica con gli Style Council.

## Discografia

### Album in studio
- 1983 - Introducing The Style Council
- 1984 - Café Bleu
- 1985 - Our Favourite Shop
- 1987 - The Cost of Loving
- 1988 - Confessions of a Pop Group
- 1998 - Modernism: A New Decade (rec. 1989)

### Album dal vivo
- 1986 - Home and Abroad
- 1998 - The Style Council in Concert

### Raccolte
- 1989 - The Singular Adventures of The Style Council – Greatest Hits Vol. 1
- 1993 - Here's Some That Got Away
- 1998 - The Complete Adventures of The Style Council (5-CD box set)
- 2000 - Greatest Hits

### Singoli
- 1983 - Speak Like a Child / Party Chambers
- 1983 - Money Go Round (Part 1) / Money Go Round (Part 2)
- 1983 - A Paris EP (Long Hot Summer / Party Chambers / Paris Match / Le Depart)
- 1983 - Money Go Round (Part 1) / Headstart for Happiness
- 1983 - A Solid Bond in Your Heart / It Just Came to Pieces in My Hands
- 1984 - My Ever Changing Moods / Spring, Summer, Autumn / Mick's Company
- 1984 - Groovin' EP [You're the Best Thing / Big Boss Groove]
- 1984 - Shout to the Top! / Shout to the Top (instrumental) / The Piccadilly Trail / Ghosts of Dachau
- 1985 - Walls Come Tumbling Down / Spin Driftin' / The Whole Point II / Bloodsports
- 1985 - Come to Milton Keynes / Our Favorite Shop (club mix) / (When You) Call Me / The Lodgers (club mix)
- 1985 - The Lodgers / Big Boss Groove (live) / Move On Up (live) / You're the Best Thing (live) / Money Go Round (live) / Soul Deep (live) / Strength Of Your Nature (live)
- 1986 - Have You Ever Had It Blue / Mr. Cool's Dream
- 1987 - It Didn't Matter / All Year Round
- 1987 - Waiting / Françoise / Françoise (Theme from Jerusalem) / Waiting (instrumental)
- 1987 - Wanted / The Cost / The Cost of Loving
- 1988 - Life at a Top People's Health Farm / Sweet Loving
- 1988 - How She Threw It All Away / Love for the First Time / Long Hot Summer ('89 mix) / I Do Like to Be B-Side the A-Side
- 1989 - Promised Land / Can You Still Love Me?
- 1989 - Long Hot Summer '89 (remix) / Everybody's on the Run?

#### Videoclip
- Speak Like a Child
- Money Go Round
- Long Hot Summer
- The Boy Who Cried Wolf
- A Solid Bond in Your Heart
- My Ever Changing Moods
- You're the Best Thing
- Big Boss Groove
- Shout to the Top
- Walls Come Tumbling Down
- Come to Milton Keynes
- The Lodgers
- Have You Ever Had It Blue?
- It Didn't Matter
- Waiting
- Wanted
- Life at a Top Peoples Health Farm
- How She Threw It All Away
- Promised Land